# Ceratophyllus liae
Ceratophyllus liae är en loppart som beskrevs av Wu Wenzhen et Li Chao 1990. Ceratophyllus liae ingår i släktet Ceratophyllus och familjen fågelloppor. Inga underarter finns listade i Catalogue of Life.